# Eusebio Unzué

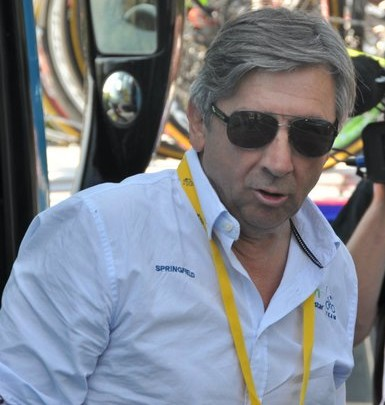
Eusebio Unzué (2012)

Eusebio Unzué Labiano (* 26. Februar 1955 in Orkoien, Navarra) ist ein spanischer Teammanager im Straßenradsport. Seit Mitte der 1970er Jahre nahm er verschiedene Positionen beim Radsportteam Reynolds ein, das heute unter dem Namen Movistar Team fährt und dessen General-Manager und Besitzer Unzué seit 2008 ist.

## Leben
Als Jugendlicher war Unzué selbst als Radrennfahrer im Team Irurzungo Nuevo Legarra aktiv, konnte aber keine professionelle Karriere beginnen. Nebenbei trainierte er selbst andere Amateurradsportler. Einer seiner damaligen Trainer empfahl ihm aufgrund seiner taktischen Fähigkeiten die Arbeit im Teamwagen. Im Jahr 1974 begann er die Arbeit bei den Junioren- und Amateurteam von Reynolds, das von José Miguel Echávarri geleitet wurde. Für das zur Saison 1980 entstandene professionelle Radsportteam Reynolds war er zunächst nebenbei tätig, bevor er dort 1984 in Vollzeit einer der Sportlichen Leiter wurde. Im Alter von 28 Jahren bestritt er 1983 mit Reynolds seine erste Tour de France in verantwortlicher Position. Ángel Arroyo belegte dort in der Gesamtwertung den zweiten Platz hinter Laurent Fignon.
Im Jahr 2008 übernahm Unzué mit seiner Firma Abarca Sports S.L. das Team (Sponsorenname inzwischen Caisse d’Epargne) von Echávarri, der sich aus dem Radsport zurückzog. Seitdem gewann die Mannschaft, seit 2011 als Movistar, je zweimal den Giro d’Italia und die Vuelta a España. In den Saisons 2011 und 2012 betrieb die Tochterfirma Abarca Sports Colombia SAS das Movistar Continental Team. Seit 2018 ist Unzué mit der Abarca Women Sport S.L. auch Betreiber des Frauenradsportteams Movistar Team Women.
Unzué ist der ältere Bruder des Fußballtorwarts und -trainers Juan Carlos Unzué und Onkel des Radrennfahrers Enrique Sanz. Sein ältester Sohn Sebastián ist Teammanager des Frauenteams.